# 1936년 하계 올림픽 미국 선수단
미국은 1936년 독일 베를린에서 열린 제11회 하계 올림픽에 남자 313명, 여자 127명 총 359명의 선수단을 파견했다.
틀:1936년 하계 올림픽 참가국